# Francisco Las Heras
Francisco José Las Heras Risso (Santiago, Provincia de Santiago, Chile, 21 de agosto de 1949) es un exfutbolista chileno que jugaba de Mediocampista. Hijo del otrora Francisco Las Heras M., gran half izquierdo chileno, que también jugaba por la selección de Chile, en los años 1940. Tiene tres hijos, Nicolas, Rocío y Sofía.

## Trayectoria
Se formó en las divisiones inferiores del Club Universidad de Chile, debutó profesionalmente en 1967, permaneció hasta 1972 donde consiguió dos Campeonatos nacionales, una Copa, dos Torneos Metropolitanos y alcanzó las semifinales de Copa Libertadores en 1970. En 1973 pasa al equipo de Unión Española, allí consigue un Campeonato Nacional y la final de Copa Libertadores, con gol de penal en la definición con Independiende de Avellaneda, a mediados de 1975 llega al Club Deportivo Estudiantes Tecos de México, en 1977 retorna a Unión Española, en 1980 pasa a Coquimbo Unido, en 1981 juega por Deportes Aviación, siendo compañero de equipo de Roberto "Cóndor" Rojas, donde finalmente se retira.

## Selección nacional

### Participación en Copa América
| Copa              | Sede          | Resultado    | Partidos | Goles |
| ----------------- | ------------- | ------------ | -------- | ----- |
| Copa América 1975 | Sin sede fija | Primera fase | 4        | 0     |

### Partidos internacionales
| Partidos internacionales | Partidos internacionales | Partidos internacionales               | Partidos internacionales | Partidos internacionales | Partidos internacionales | Partidos internacionales | Partidos internacionales | Partidos internacionales |  |
| N.º                      | Fecha                    | Estadio                                | Local                    | Resultado                | Visitante                | Goles                    | DT                       | Competición              |  |
| ------------------------ | ------------------------ | -------------------------------------- | ------------------------ | ------------------------ | ------------------------ | ------------------------ | ------------------------ | ------------------------ |  |
| 1                        | 17 de julio de 1975      | Estadio Nacional, Santiago, Chile      | Chile                    | 1-1                      | Perú                     |                          | Pedro Morales            | Copa América 1975        |  |
| 2                        | 20 de julio de 1975      | Estadio Jesús Bermúdez, Oruro, Bolivia | Bolivia                  | 2-1                      | Chile                    |                          | Pedro Morales            | Copa América 1975        |  |
| 3                        | 13 de agosto de 1975     | Estadio Nacional, Santiago, Chile      | Chile                    | 4-0                      | Bolivia                  |                          | Pedro Morales            | Copa América 1975        |  |
| 4                        | 20 de agosto de 1975     | Estadio Alianza Lima, Lima, Perú       | Perú                     | 3-1                      | Chile                    |                          | Pedro Morales            | Copa América 1975        |  |
| Total                    | Total                    | Total                                  | Presencias               | 4                        | Goles                    | 0                        |                          |                          |  |

| Selección chilena | Selección chilena | Selección chilena |
| Año               | Partidos          | Goles             |
| ----------------- | ----------------- | ----------------- |
| 1975              | 4                 | 0                 |
| Total             | 4                 | 0                 |

## Clubes
| Club                 | País   | Año       |
| -------------------- | ------ | --------- |
| Universidad de Chile | Chile  | 1967-1972 |
| Unión Española       | Chile  | 1973-1975 |
| Estudiantes Tecos    | México | 1975-1976 |
| Unión Española       | Chile  | 1977-1979 |
| Coquimbo Unido       | Chile  | 1980      |
| Deportes Aviación    | Chile  | 1981      |

## Palmarés

### Títulos locales
| Título               | Club                 | País  | Año  |
| -------------------- | -------------------- | ----- | ---- |
| Torneo Metropolitano | Universidad de Chile | Chile | 1968 |
| Torneo Metropolitano | Universidad de Chile | Chile | 1969 |

### Títulos nacionales
| Título                   | Club                 | País  | Año  |
| ------------------------ | -------------------- | ----- | ---- |
| Primera División         | Universidad de Chile | Chile | 1967 |
| Copa Francisco Candelori | Universidad de Chile | Chile | 1969 |
| Primera División         | Universidad de Chile | Chile | 1969 |
| Primera División         | Unión Española       | Chile | 1973 |
| Primera División         | Unión Española       | Chile | 1975 |
| Primera División         | Unión Española       | Chile | 1977 |